# Erica Terpstra

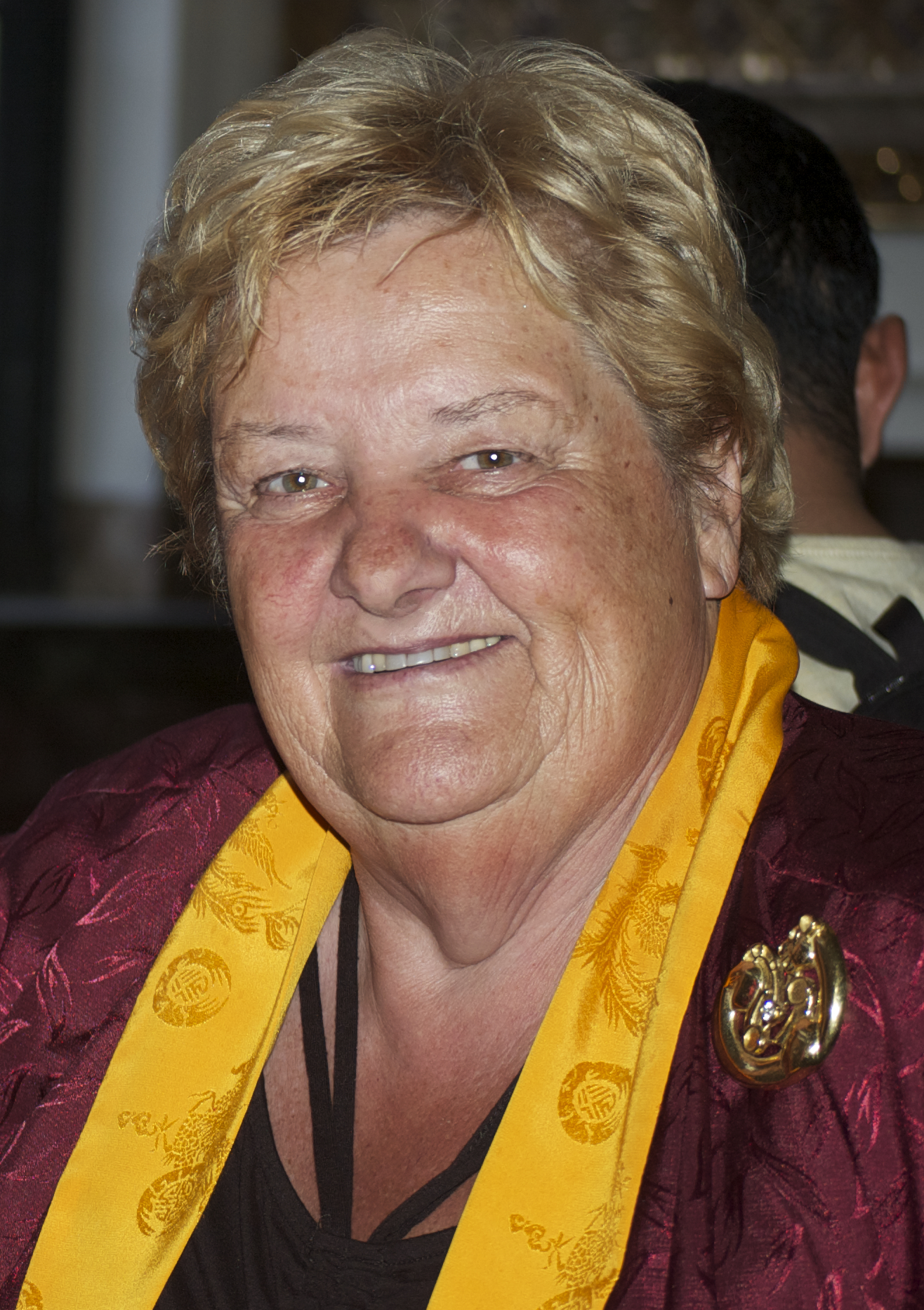
Erica Terpstra, 2012

Erica Terpstra (* 26. Mai 1943 in Den Haag) ist eine ehemalige niederländische Schwimmerin, Staatssekretärin und Parlamentsabgeordnete. Von Ende 2003 bis Mai 2010 war sie Vorsitzende des niederländischen Sportbundes NOC*NSF.

## Leben
Terpstra war zu Beginn der 1960er eine der erfolgreichsten Schwimmerinnen der Niederlande. Ihre stärkste Strecke waren die 100 m Freistil. Terpstra nahm zweimal an Olympischen Spielen teil, 1960 in Rom und 1964 in Tokio. In Tokio gewann sie mit der niederländischen 4 × 100-m-Lagenstaffel die Silbermedaille hinter den USA, mit der 4 × 100-m-Freistilstaffel errang sie die Bronzemedaille. 1962 war sie in Leipzig mit der Freistilstaffel bereits Europameisterin geworden. Dazu kommen mehrere nationale Meistertitel.
Nach ihrer Zeit als aktive Sportlerin begann Terpstra, als Lehrerin zu arbeiten und gab sich in den Niederlanden aufhaltenden Chinesen Niederländischunterricht. Später arbeitete sie als Sportjournalistin.
1977 wurde Terpstra für die liberale VVD durch ein Überhangmandat in das niederländische Parlament gewählt. Mit einer Unterbrechung von vier Jahren zwischen 1994 und 1998, als sie der niederländische Ministerpräsident Wim Kok als Staatssekretärin für Volkswohl, Gesundheit und Sport in sein Kabinett berief, saß sie bis zum 15. Dezember 2003 in der Zweiten Kammer des Parlaments. Bei ihrem Ausscheiden war Terpstra die am längsten vertretene Abgeordnete. Von Wahl zu Wahl wurde sie mit einer großen Anzahl von Vorzugsstimmen gewählt, bei der Wahl 1994 mit etwa 311.000.
Am 21. Oktober 2003 wurde Terpstra zur Vorsitzenden des niederländischen Dachverbandes für Sport NOC*NSF gewählt. In der Abstimmung setzte sie sich gegen den von der Regierung vorgeschlagenen Mitbewerber Ruud Vreeman durch. Terpstra trat im Mai 2010 aus dieser Funktion zurück. André Bolhuis wurde ihr Nachfolger.